# Oncologia

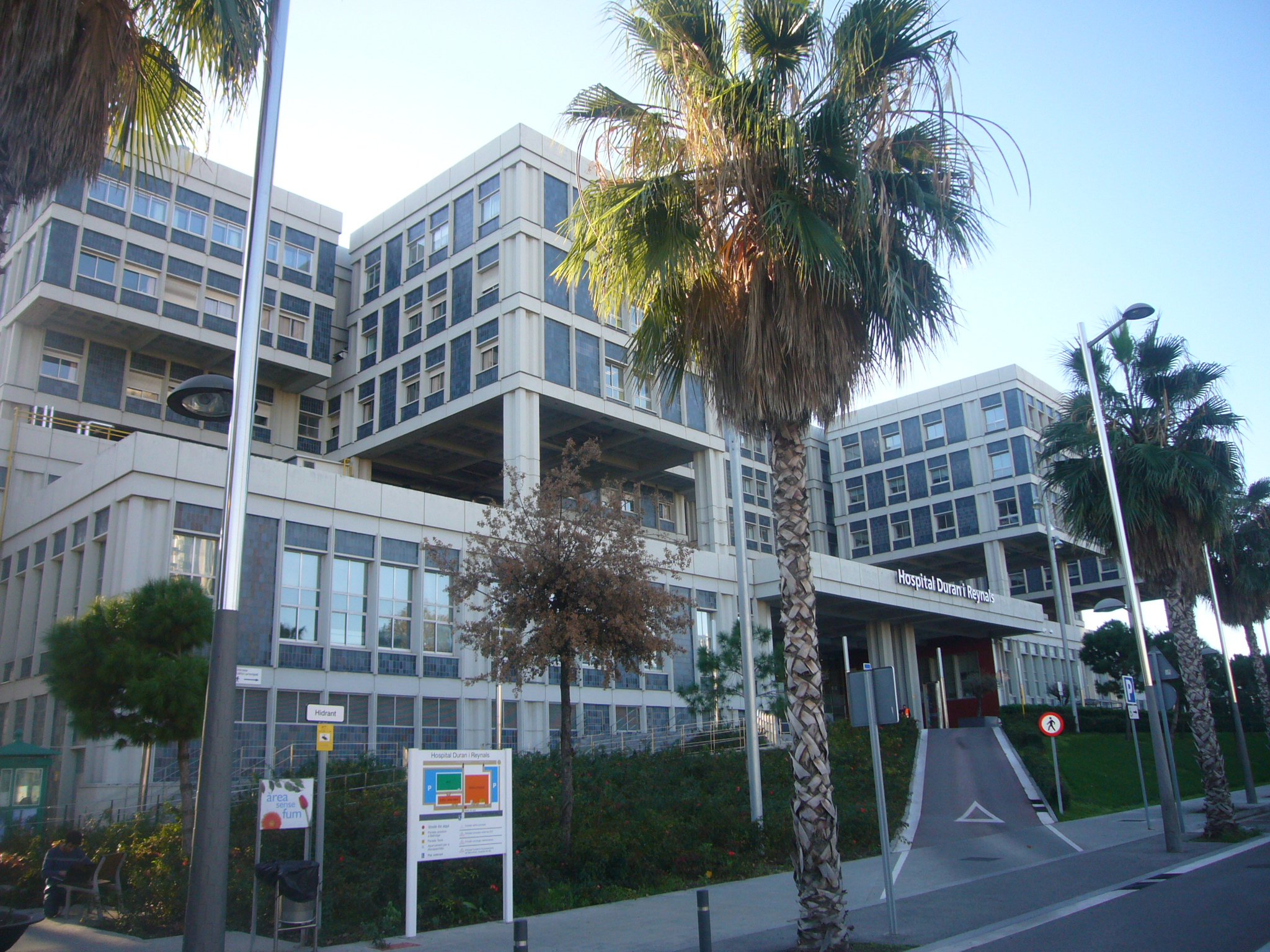
Hospital Duran i Reynals, on hi ha la seu de l'Institut Català d'Oncologia - Hospitalet

L'oncologia és l'especialitat mèdica que estudia els tumors benignes i malignes, però amb atenció especial als malignes, o dit d'altra manera, el càncer. El terme oncologia deriva del grec onkos (massa o tumor) i el sufix –logia (estudi de). Els professionals d'aquesta especialitat són els oncòlegs. L'oncologia com a disciplina clínica ha de cobrir, en la seva aplicació assistencial, totes les àrees de la medicina. Des de la prevenció sobre la població, destinada a reduir la incidència del càncer, seguint amb l'assistència del malalt oncològic, que és l'element de major repercussió social i sobre el que hem de potenciar al màxim els nostres esforços. També és important destacar la investigació, que és l'element essencial que alimenta i millora l'assistència, ja que s'ocupa de l'estudi de tots els elements que intervenen en el desenvolupament de les malalties malignes i els seus tractaments. A Espanya, per ser oncòleg, cal llicenciar-se en medicina i després especialitzar-se en oncologia.

## Concepte
L'oncologia s'ocupa de:
- Diagnosticar el càncer.
- Tractar el càncer (cirurgia i teràpies no quirúrgiques, com ara la quimioteràpia, radioteràpia i d'altres).
- Seguir els pacients de càncer després d'haver-los tractat correctament.
- Fer cures pal·liatives de pacients terminals.
- Tots els aspectes ètics relacionats amb l'atenció als malalts de càncer.
- Estudiar la genètica, tant de la població general com, en algunes situacions, en familiars de pacients (sobretot en pacients amb tumors en els quals es coneixen les bases hereditàries).

Els oncòlegs que atenen pacients són coneguts com a oncòlegs clínics, per a distingir-los d'aquells que han realitzat o realitzen investigacions relacionades amb el càncer, però sense contacte directe amb el pacient. Hi ha països, com ara Gran Bretanya, en els quals els oncòlegs clínics estan qualificats per a utilitzar tant la quimioteràpia com la radioteràpia, encara que la majoria dels països tenen una clara diferienciació en funció del tractament que s'utilitza:
- Cirurgians oncològics: són aquells cirurgians especialitzats en la resecció de tumors (no existeix com a especialitat a Espanya, ja que són els cirurgians de la part del cos corresponent qui extirpen els tumors).
- Oncòlegs mèdics: són aquells que utilitzen els fàrmacs antineoplàsics, és a dir, la quimioteràpia.
- Oncòlegs radioteràpics: són aquells que utilitzen tractaments amb radiacions, també coneguts com a radioterapia.

També podem classificar els oncòlegs segons el tipus de pacient que atenen:
- Ginecòlegs oncològics: són aquells especialitzats en el càncer en dones.
- Oncòlegs pediàtrics: són aquells especialitzats en el tractament de nens amb càncer.

## Etiologia del càncer
La causalitat d'aquesta malaltia pot venir donada per diferents factors:
- Comportaments de salut
- Factors ambientals
- Factors genètics
- Interacció gen*medi ambient
- Exposició a fàrmacs
- Agents infecciosos

## Tractament
- Quimioteràpia
- Radioteràpia
- Cirurgia oncològica

## Oncòlegs destacats
- Carles Cordón i Cardó, (Calella, 1957)
- Joan Massagué i Solé (Barcelona, 1953)